# Monotone Klasse
Eine monotone Klasse, auch monotones System genannt, ist ein Mengensystem mit speziellen Eigenschaften, welches in der Maßtheorie verwendet wird, um darauf weitere, komplexere Mengensysteme aufzubauen.

## Definition
Sei {\displaystyle X} eine nicht leere Menge. Eine nicht leere Teilmenge {\displaystyle {\mathcal {M}}} von {\displaystyle P(X)} heißt monotone Klasse, 
wenn der Grenzwert jeder monoton auf- oder absteigenden Mengenfolge von Mengen aus {\displaystyle {\mathcal {M}}} wieder in {\displaystyle {\mathcal {M}}} enthalten ist.
Voll ausgeschrieben bedeutet dies:
- sind {\displaystyle (A_{n})_{n\in \mathbb {N} }} Mengen aus {\displaystyle {\mathcal {M}}} mit

{\displaystyle A_{1}\subset A_{2}\subset A_{3}\subset \cdots },
dann ist auch
{\displaystyle \lim _{n\to \infty }A_{n}=\bigcup _{n=1}^{\infty }A_{n}} in {\displaystyle {\mathcal {M}}}
- sind {\displaystyle (A_{n})_{n\in \mathbb {N} }} Mengen aus {\displaystyle {\mathcal {M}}} mit

{\displaystyle A_{1}\supset A_{2}\supset A_{3}\supset \cdots },
dann ist auch
{\displaystyle \lim _{n\to \infty }A_{n}=\bigcap _{n=1}^{\infty }A_{n}} in {\displaystyle {\mathcal {M}}}

## Erzeugte monotone Klasse

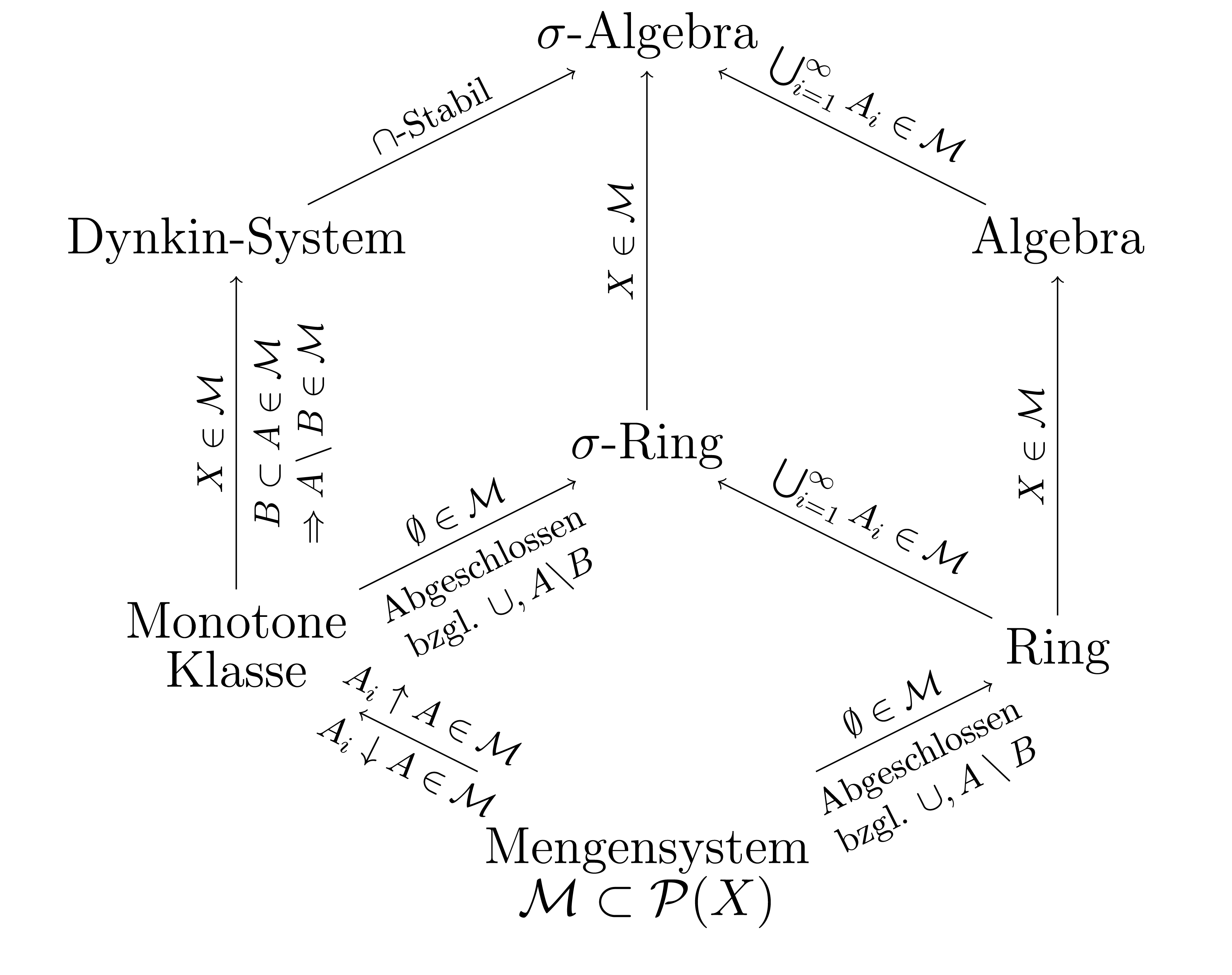
Hierarchie der in der Maßtheorie verwendeten Mengensysteme

Schnitte von beliebig vielen monotonen Klassen sind wieder monotone Klassen. Somit lässt sich für ein beliebiges Mengensystem {\displaystyle K} die durch {\displaystyle K} erzeugte monotone Klasse definieren als
{\displaystyle {\mathcal {M}}_{K}:=\bigcap _{{\mathcal {M}}{\text{ ist Monotone Klasse}} \atop K\subset {\mathcal {M}}}{\mathcal {M}}}.
Dies lässt sich als Hüllenoperator interpretieren.

## Beziehung zu anderen Mengensystemen
- Jede monotone Klasse, die die Obermenge {\displaystyle X} enthält und für die gilt: sind {\displaystyle B\subset A} in der monotonen Klasse enthalten, so ist auch {\displaystyle A\backslash B} in der monotonen Klasse enthalten, ist ein Dynkin-System.
- Die von einer Algebra erzeugte monotone Klasse entspricht der von der Algebra erzeugten σ-Algebra.

### Ringe und σ-Ringe
Jeder Ring, der eine monotone Klasse ist, ist ein σ-Ring (und damit auch ein δ-Ring). Denn sind die Mengen {\displaystyle A_{1},A_{2},A_{3},\dots } im Ring enthalten, so ist auch
{\displaystyle B_{n}:=\bigcup _{i=1}^{n}A_{i}}
aufgrund der Eigenschaften des Ringes wieder im Mengensystem enthalten. Die Mengen {\displaystyle B_{n}} bilden aber eine monoton wachsende Mengenfolge, daher ist ihr Grenzwert
{\displaystyle \lim _{n\to \infty }B_{n}=\bigcup _{n=1}^{\infty }A_{n}}
aufgrund der Eigenschaften der monotonen Klasse auch im Mengensystem enthalten, dieses ist also abgeschlossen bezüglich abzählbaren Vereinigungen. Somit ist die von einem Ring erzeugte monotone Klasse immer ein σ-Ring.
Umgekehrt ist jeder σ-Ring aufgrund seiner Stabilität unter abzählbaren Vereinigungen und Schnitten immer eine monotone Klasse.